# East End (Anguilla)
East End – miejscowość i dystrykt na Anguilli (terytorium zamorskie Wielkiej Brytanii). W 2001 liczyła około 614 mieszkańców.